# Evangelisch-Lutherisches Dekanat Bad Tölz
Das Evangelisch-Lutherische Dekanat Bad Tölz ist eines der achtzehn Dekanate des Kirchenkreises Schwaben-Altbayern der Evangelisch-Lutherischen Kirche in Bayern. Bis zu dessen Fusion 2025 gehörte es dem Kirchenkreis München und Oberbayern an. Dekan ist seit Juni 2024 Florian Gruber.

## Geografie und Geschichte
Das Dekanat Bad Tölz wurde am 15. Oktober 1997 gegründet und umfasst 12 Kirchengemeinden in den beiden Landkreisen Bad Tölz/Wolfratshausen und Miesbach. Nur an den Rändern reicht das Dekanat noch in die Landkreise Garmisch-Partenkirchen und München hinein.
Die acht östlichen Gemeinden gehörten ursprünglich zum |Dekanat Rosenheim, die vier westlichen Gemeinden (Ebenhausen, Wolfratshausen, Geretsried und Kochel) ursprünglich zum Dekanat Weilheim. Beide Dekanate gehörten damals flächenmäßig zu den größten in Bayern.
Durch das Wachstum der evangelischen Bevölkerung im Voralpenland war die Verkleinerung der kirchlichen Verwaltungseinheiten notwendig geworden. Derzeit leben im Dekanat ca. 30.000 Evangelische unter rund 210.000 Bewohnern der beiden Landkreise.

## Kirchengemeinden
Zum Dekanatsbezirk Bad Tölz gehören elf Kirchengemeinden.
- Bad Tölz, Johanneskirche
- Ebenhausen, Heilandskirche
- Geretsried, Petruskirche
- Gmund am Tegernsee, Erlöserkirche
- Holzkirchen, Segenskirche (mit Zachäuskirche (Sauerlach))
- Kochel am See, Evangelisch-Lutherische Kirche
- Lenggries, Evangelische Waldkirche
- Miesbach, Apostelkirche
- Neuhaus (Schliersee), Christuskirche
- Tegernseer Tal (mit Bad Wiessee, Friedenskirche, Tegernsee, Christuskirche und Auferstehungskirche (Rottach-Egern))
- Wolfratshausen, St. Michael